# 托馬斯·迪姆沙

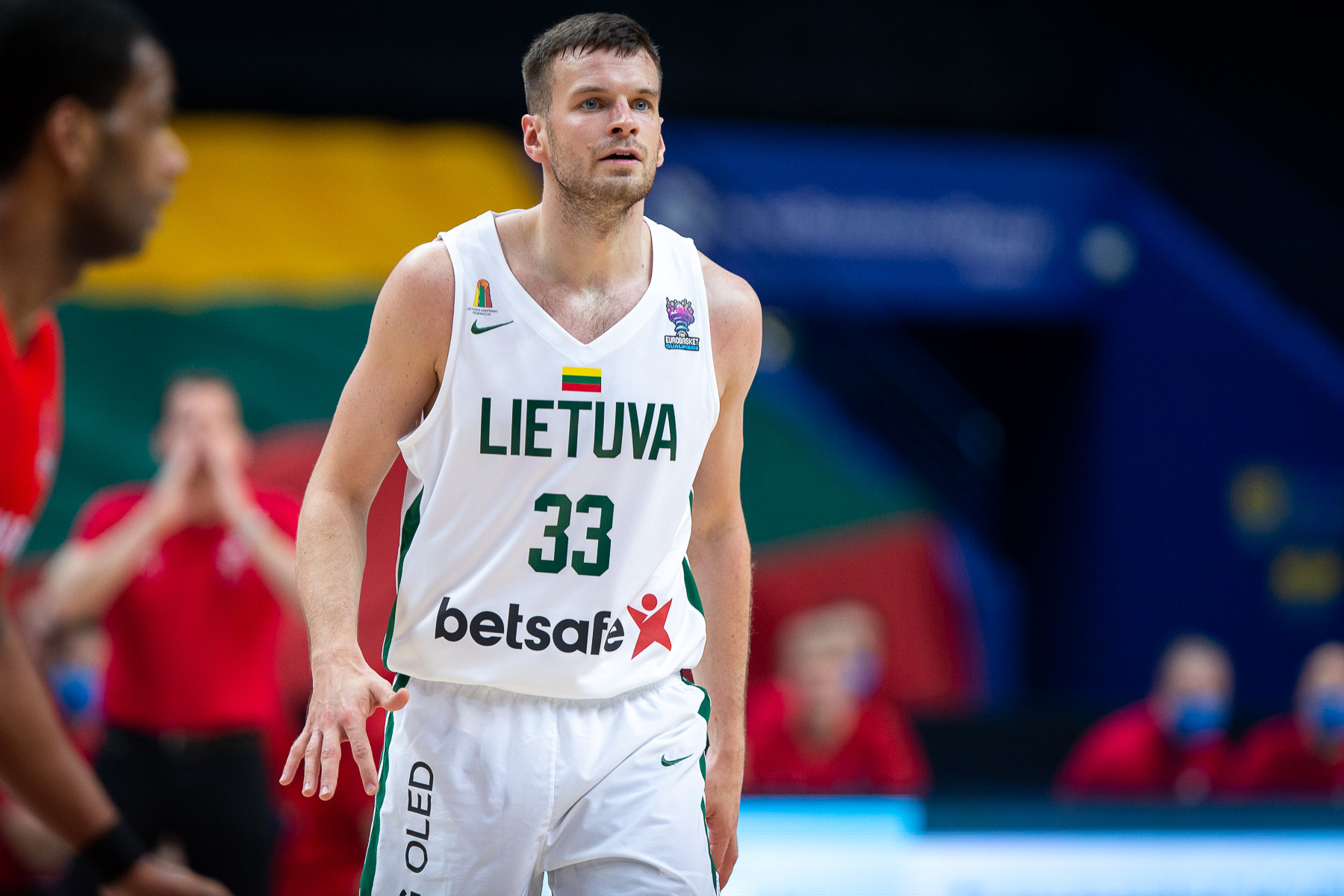

托馬斯·迪姆沙（1994年1月2日—），是一位立陶宛的籃球運動員，現在效力於扎尔吉里斯篮球俱乐部，在場上的主要位置是得分後衛。他也代表立陶宛國家男子籃球隊參賽，並且獲得2017年世界大學生運動會的金牌。

## 外部連結
- 湯姆·迪沙在fiba.basketball（英语）
- 湯姆·迪沙在archive.fiba.com（存檔）（英语）
- 湯姆·迪沙在歐洲籃球聯賽官網（英语）
- 湯姆·迪沙在Basketball-Reference.com（國際）（英语）
- 湯姆·迪沙在Eurobasket.com（球員）（英语）
- 湯姆·迪沙在Proballers（英语）
- 湯姆·迪沙在RealGM（英语）